# Pizza Mann & Schnitzelhaus

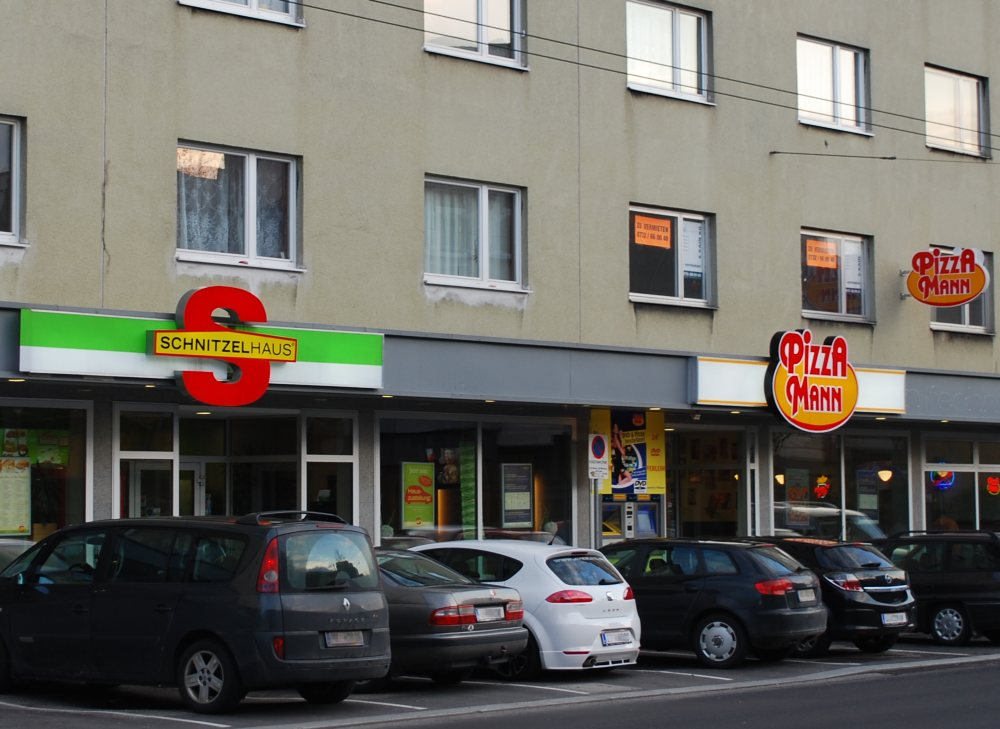
Je eine Filiale von Schnitzelhaus und Pizza Mann in Linz

Pizza Mann & Schnitzelhaus ist eine österreichische Schnellrestaurantkette. Das Unternehmen entstand 2005 durch die Vereinigung der Ketten Pizza Mann und Schnitzelhaus. Im September 2014 haben die beiden Unternehmen sich wieder getrennt. Mit der Trennung gab es unterschiedliche Eigentümer. Im Jahr 2017 wurde die Geschäftstätigkeit der Kette Schnitzelhaus eingestellt.

## Schnitzelhaus
Der Schnitzelhaus-Gründer, Helmut Schindler, verkaufte im Oktober 2005 sein Unternehmen an die Eigentümer der Kette Pizza-Mann – Alexander und Oliver Platzl. Schindler zog sich aus gesundheitlichen Gründen ins Privatleben zurück.
Ende April 2006 wurde die erste Filiale in Oberösterreich (Steyr) eröffnet. Bis Ende des Jahres 2006 folgten drei Filialen in Linz. Ab August 2007 wurden die Schnitzelhaus-Filialen, die bisher im Filialsystem betrieben wurden, als Franchise-Betriebe weitergeführt.
Im Sommer 2007 wechselten sieben Pächter des Mitbewerbers Schnitzlplatz'l zum Schnitzelhaus, wodurch die Kette ihre Marktführerposition ausbauen konnte.
Seit September 2007 bot die Gastrokette für Wien und Linz auch Hauszustellung an.
Ende 2007 schloss Pizza-Mann die Schnitzelhaus-Zentrale in Wien und verlegte die Administration in die Unternehmenszentrale Traun. Die Filialen wurden seit 2006 durch die unternehmenseigene Transportschiene SGS beliefert. Im Jahr 2010 wurden zwei neue Standorte in Linz eröffnet.
Seit 2013 firmierte die ehemalige Schnitzelhaus Restaurationsgmbh unter dem Namen food4you gmbh. Im September 2014 übernahm Christian Wimmer, der ehemalige Österreich-Chef von McDonald’s, gemeinsam mit Partnern die Restaurant-Franchisekette Schnitzelhaus mit 38 Standorten und 30 Franchisenehmern.
Im November 2016 beantragte der Eigentümer der Gastrokette Schnitzelhaus das Sanierungsverfahren ohne Eigenverwaltung. Nach einem fehlgeschlagenen Sanierungsverfahren wurde die Geschäftstätigkeit im Herbst 2017 eingestellt. Zuletzt existierten von ehemals über 40 Filialen noch 22 Filialen.
Direkter Konkurrent von Schnitzelhaus waren die ebenfalls österreichischen Unternehmen Schnitzlplatz'l sowie Schnitzelpalast.

## Pizza Mann & BURGERs
Adolf Platzl gründete 1972 die Marke Würstelman. 1986 eröffnete Platzl den ersten Pizza Mann-Standort in Linz. Weitere Filialen in Linz folgten, daraufhin wurde österreichweit expandiert. Im Jahr 2002 hatte Pizza Mann 25 Standorte. Im selben Jahr übergab Platzl den Betrieb an seine Söhne Alexander und Oliver. 2005 wurde das Unternehmen Schnitzelhaus, das hauptsächlich in Wien vertreten war, übernommen. Seither gehörten 35 Schnitzelhaus-Standorte zur Unternehmensgruppe Pizza Mann/Schnitzelhaus.
Im Jahr 2007 wurden neun ehemalige Schnitzelplatzl-Geschäfte ins Schnitzelhaus-System übernommen. Im Dezember 2007 wurde schließlich die komplette Schnitzelhaus-Zentrale nach Traun umgesiedelt. Zusammen mit den Schnitzelhaus-Standorten verfügt Pizza Mann nun über 75 Standorte und ist somit Österreichs größtes Familienunternehmen im Bereich Systemgastronomie.
Neben Pizza wurde auch Pasta angeboten, zusätzlich gab es ein im Laufe der Jahre mehrfach wechselndes Angebot an Fleischgerichten (u. a. Schnitzel, Chicken Wings, Cordon Bleu, Spare Ribs) sowie Desserts. Seit der Übernahme der Schnitzelhaus-Kette wurden einige beliebte Gerichte von Schnitzelhaus zusätzlich auch bei Pizza Mann angeboten.
Im Jahr 2014 gab es einen Relaunch der Marke Pizza Mann. Neben einem neuen Firmenlogo wurde das Auftreten der Marke und das Speisenangebot überarbeitet. Italienische Gerichte, wie Pasta, Tiramisu sowie einige typisch italienische Pizzasorten wurden von der Speisekarte gestrichen, stattdessen wurden amerikanische Gerichte und Pizzen in das Sortiment aufgenommen. Auch die Rezeptur der Pizzen wurde teilweise überarbeitet, zudem wurden die klassisch italienischen Bezeichnungen der Gerichte auf amerikanische geändert.
Im September 2014 verkauften die Gebrüder Platzl die Schnitzelhaus-Kette um sich der Expansion der Kette Burgers – The American Way mit damals vier Standorten in Linz und Umgebung zu widmen. Im selben Jahr benannten sie die Kette wegen Markenrechtsproblemen in Burgerista um. Im Jahr 2017 verließen Jan Oliver Platzl und Alexander Platzl die Geschäftsführung von Burgerista. Der deutsche Finanzinvestor Quadriga Capital, der 2014 als Partner gewonnen werden konnte, besetzte die Geschäftsführung darauf folgend neu.